# Període de la taula periòdica

A la taula periòdica dels elements cada filera és un període. N'hi ha set.

En la taula periòdica dels elements, un període és una filera de la taula. El període al qual pertany un element és definit pel nombre de capes electròniques que té. El nombre atòmic dels elements de cada període augmenta regularment d'esquerra a dreta. Elements adjacents en un període tenen massa atòmica semblant però, com que pertanyen a grups diferents, solen tenir diferent comportament químic.
Els elements químics del mateix període tenen el mateix nombre de capes electròniques. Set períodes contenen els elements observats fins a la data i s'ha descrit un hipotètic vuitè període.
L'organització de la taula en files anomenades períodes i columnes anomenades grups reflecteix la periodicitat de les propietats fisicoquímiques dels elements a mesura que augmenta el nombre atòmic. Els elements del mateix grup tenen propietats similars tot i tenir una massa atòmica diferent, mentre que els elements adjacents del mateix període tenen massa similar però propietats químiques diferents.

El Principi d'Aufbau descriu aproximadament l'ordre d'augment de l'energia en què s'omplen les subcapes electròniques. Les capes estan numerades, les subcapes s'anoten s, p, d, f, etc.

La mecànica quàntica explica la periodicitat de les propietats per l'ordre d'ompliment de les capes electròniques. Cada capa es divideix en subcapes plenes per ordre d'energia creixent tal com s'indica aproximadament a la figura oposada. Cada fila correspon a una capa, caracteritzada pel nombre quàntic principal d'orbitals atòmics ocupats pels electrons. Cada diagonal correspon a un valor de la suma del nombre quàntic principal i del número quàntic secundari. Comença un nou període cada vegada que es comença a omplir una subcapa. Les propietats químiques són predites pel nombre d'electrons de l'electró de valència, és a dir, la més externa de les capes plenes parcialment o totalment.

## Període 1
| Grup de la taula periòdica | 1   | 18   |
| -------------------------- | --- | ---- |
| Nombre atòmic símbol       | 1 H | 2 He |

El període 1 només inclou l'hidrogen i l'heli. Tot i que tots dos pertanyen al bloc s de la taula periòdica, no tenen les mateixes propietats que els altres elements d'aquest bloc. L'hidrogen guanya fàcilment un electró i no és un metall en condicions normals de temperatura i pressió. L'heli presenta les propietats químiques d'un gas noble i, per aquest motiu, està unit al grup 18 de la taula periòdica.

## Període 2
| Grup          | 1    | 2    | 13  | 14  | 15  | 16  | 17  | 18    |
| ------------- | ---- | ---- | --- | --- | --- | --- | --- | ----- |
| Nombre atòmic | 3 Li | 4 Be | 5 B | 6 C | 7 N | 8 O | 9 F | 10 Ne |

- El liti (Li) és el metall més lleuger i l'element sòlid menys dens.[3] En el seu estat no ionitzat, és un dels elements més reactius i, per tant, només es troba de manera natural en els compostos. És l'element primordial més pesat forjat en grans quantitats durant el big-bang.
- El beril·li (Be) té un dels punts de fusió més alts de tots els metalls lleugers. Durant el big-bang es van sintetitzar petites quantitats de beril·li, tot i que la majoria va decaure o va reaccionar encara més dins de les estrelles per crear nuclis més grans, com carboni, nitrogen o oxigen. El beril·li està classificat per l'Agència Internacional de Recerca sobre el Càncer com a cancerigen del grup 1.[4] Entre l'1% i el 15% de les persones són sensibles al beril·li i poden desenvolupar una reacció inflamatòria al sistema respiratori i a la pell, anomenada malaltia crònica del beril·li.[5]
- El bor (B) no es presenta de forma natural com a element lliure, sinó en compostos com els borats. És un micronutrient vegetal essencial, necessari per a la resistència i desenvolupament de la paret cel·lular, la divisió cel·lular, el desenvolupament de llavors i fruits, el transport de sucre i el desenvolupament hormonal,[6][7] encara que els nivells elevats són tòxics.
- El carboni (C) és el quart element més abundant de l'univers per massa després de l'hidrogen, l'heli i l'oxigen[8] i és el segon element més abundant del cos humà per massa després de l'oxigen,[9] el tercer més abundant per nombre d'àtoms.[10] Hi ha un nombre gairebé infinit de compostos que contenen carboni a causa de la seva capacitat per formar llargues cadenes estables d'enllaços C-C.[11][12] Tots els compostos orgànics, essencials per a la vida, contenen almenys un àtom de carboni;[11][12] combinat amb hidrogen, oxigen, nitrogen, sofre i fòsfor, el carboni és la base de tots els compostos biològics importants.[12]
- El nitrogen (N) es troba principalment com a gas diatòmic inert, N ₂, que representa el 78% de l'atmosfera terrestre en volum. És un component essencial de les proteïnes i, per tant, de la vida.
- L'oxigen (O) que comprèn el 21% de l'atmosfera per volum i és necessari per a la respiració per tots (o gairebé tots) els animals, a més de ser el component principal de l'aigua. L'oxigen és el tercer element més abundant a l'univers i els compostos d'oxigen dominen l'escorça terrestre.
- El fluor (F) és l'element més reactiu en el seu estat no ionitzat i, per tant, maig no es troba així a la natura
- El neó (Ne) és un gas noble que s'utilitza en la il·luminació de neons.

## Període 3
| Grup                 | 1     | 2     | 13    | 14    | 15   | 16   | 17    | 18    |
| -------------------- | ----- | ----- | ----- | ----- | ---- | ---- | ----- | ----- |
| Nombre atòmic símbol | 11 Na | 12 Mg | 13 Al | 14 Si | 15 P | 16 S | 17 Cl | 18 Ar |

Tots els elements del període tres es produeixen a la natura i tenen almenys un isòtop estable. Tots, excepte l'argó, gas noble, són essencials per a la biologia i la geologia bàsica.
- El sodi (Na) és un metall alcalí. És present als oceans de la Terra en grans quantitats en forma de clorur de sodi (sal de taula).
- El magnesi (Mg) és un metall alcalino-terrós. Els ions de magnesi es troben a la clorofil·la.
- L'alumini (Al) és un metall del bloc p. És el metall més abundant a l'escorça terrestre.
- El silici (Si) és un metaloide. És un semiconductor, que el converteix en el component principal de molts circuits integrats. El diòxid de silici és el principal component de la sorra. Com el carboni és per a la biologia, el silici és per a la geologia.
- El fòsfor (P) és un element no metàl·lic essencial per a l'ADN. És altament reactiu i, com a tal, mai es troba a la natura com a element lliure.
- El sofre (S) és un No-metall. Es troba en dos aminoàcids: la cisteïna i la metionina.
- El clor (Cl) és un halogen. S'utilitza com a desinfectant, especialment a les piscines.
- L'argó (Ar) és un gas noble que el fa gairebé totalment no reactiu. Les làmpades incandescents sovint s'omplen de gasos nobles com l'argó per preservar els filaments a altes temperatures.

## Període 4
| Grup                 | 1    | 2     | 3     | 4     | 5    | 6     | 7     | 8     | 9     | 10    | 11    | 12    | 13    | 14    | 15    | 16    | 17    | 18    |
| -------------------- | ---- | ----- | ----- | ----- | ---- | ----- | ----- | ----- | ----- | ----- | ----- | ----- | ----- | ----- | ----- | ----- | ----- | ----- |
| Nombre atòmic símbol | 19 K | 20 Ca | 21 Sc | 22 Ti | 23 V | 24 Cr | 25 Mn | 26 Fe | 27 Co | 28 Ni | 29 Cu | 30 Zn | 31 Ga | 32 Ge | 33 As | 34 Se | 35 Br | 36 Kr |

El període 4 inclou els elements biològicament essencials potassi i calci, i és el primer període del bloc d amb els metalls de transició més lleugers. Aquests inclouen el ferro, l'element més pesat forjat en estrelles de seqüència principal i un component principal de la Terra, així com altres metalls importants com el cobalt, el níquel i el coure. Gairebé tots tenen papers biològics.
Completen el quart període els sis elements del bloc p: gal·li, germani, arsènic, seleni, brom i criptó.

## Període 5
| Grup                 | 1     | 2     | 3    | 4     | 5     | 6     | 7     | 8     | 9     | 10    | 11    | 12    | 13    | 14    | 15    | 16    | 17   | 18    |
| -------------------- | ----- | ----- | ---- | ----- | ----- | ----- | ----- | ----- | ----- | ----- | ----- | ----- | ----- | ----- | ----- | ----- | ---- | ----- |
| Nombre atòmic símbol | 37 Rb | 38 Sr | 39 Y | 40 Zr | 41 Nb | 42 Mo | 43 Tc | 44 Ru | 45 Rh | 46 Pd | 47 Ag | 48 Cd | 49 In | 50 Sn | 51 Sb | 52 Te | 53 I | 54 Xe |

El període 5 té el mateix nombre d’elements que el període 4 i segueix la mateixa estructura general però amb un metall posterior a la transició i un altre no metàl·lic. Dels tres elements més pesats amb funcions biològiques, dos (molibdè i iode) es troben en aquest període; el tungstè, al període 6, és més pesat, juntament amb diversos dels primers lantanids. El període 5 inclou també el tecneci, l'element exclusivament radioactiu més lleuger.

## Període 6
| Grup                 | 1     | 2     |       |       |       |       |       |       |       |       |       |       |       |       |       |       | 3     | 4     | 5     | 6    | 7     | 8     | 9     | 10    | 11    | 12    | 13    | 14    | 15    | 16    | 17    | 18    |
| Nombre atòmic símbol | 55 Cs | 56 Ba | 57 La | 58 Ce | 59 Pr | 60 Nd | 61 Pm | 62 Sm | 63 Eu | 64 Gd | 65 Tb | 66 Dy | 67 Ho | 68 Er | 69 Tm | 70 Yb | 71 Lu | 72 Hf | 73 Ta | 74 W | 75 Re | 76 Os | 77 Ir | 78 Pt | 79 Au | 80 Hg | 81 Tl | 82 Pb | 83 Bi | 84 Po | 85 At | 86 Rn |

El període 6 és el primer període que inclou el bloc f, amb els lantànids (també coneguts com a elements de les terres rares), i inclou els elements estables més pesats. Molts d'aquests metalls pesants són tòxics i alguns radioactius, però el platí i l’ or són en gran part inerts.

## Període 7
| Grup                 | 1     | 2     |       |       |       |      |       |       |       |       |       |       |       |        |        |        | 3      | 4      | 5      | 6      | 7      | 8      | 9      | 10     | 11     | 12     | 13     | 14     | 15     | 16     | 17     | 18     |
| Nombre atòmic símbol | 87 Fr | 88 Ra | 89 Ac | 90 Th | 91 Pa | 92 U | 93 Np | 94 Pu | 95 Am | 96 Cm | 97 Bk | 98 Cf | 99 Es | 100 Fm | 101 Md | 102 No | 103 Lr | 104 Rf | 105 Db | 106 Sg | 107 Bh | 108 Hs | 109 Mt | 110 Ds | 111 Rg | 112 Cn | 113 Nh | 114 Fl | 115 Mc | 116 Lv | 117 Ts | 118 Og |

Tots els elements del període 7 són radioactius. Aquest període conté l'element més pesat que es produeix de forma natural a la Terra, el plutoni. Tots els elements posteriors del període s’han sintetitzat artificialment. Tot i que cinc d’aquestes (des de l'ameri fins a l'einsteini) ja estan disponibles en quantitats macroscòpiques, la majoria són extremadament rares, ja que només s’han preparat en quantitats de micrograms o menys. Alguns dels elements posteriors només s'han identificat en laboratoris en quantitats d'alguns àtoms alhora.
Tot i que la raresa de molts d’aquests elements significa que els resultats experimentals no són molt extensos, les tendències periòdiques i grupals en el comportament semblen estar menys ben definides durant el període 7 que en altres períodes. Tot i que el franci i el radi mostren propietats típiques dels grups 1 i 2, respectivament, els actínids presenten una varietat de comportament i estats d’oxidació molt més gran que els lantànids. Aquestes peculiaritats del període 7 es poden deure a diversos factors, inclosos un gran grau d'Acoblament de Russell-Saunders i efectes relativistes, causats en última instància per l'alta càrrega elèctrica positiva dels seus nuclis atòmics massius.

## Períodes 8 i 9
El desembre de 2018, no s'havia observat cap element químic pertanyent al període 8 de la taula periòdica i la sensibilitat necessària per fer-ho encara estava fora de l'abast de les tecnologies existents. No és clar fins a quin punt els efectes relativistes organitzen els elements més enllà dels elements del període 7. L'extrapolació pel Principi d'Aufbau du a identificar un bloc g de 18 elements portant el període 8 a 50 elements:
| Bloc s  | Bloc s  | Bloc g  | Bloc g  | Bloc g  | Bloc g  | Bloc g  | Bloc g  | Bloc g  | Bloc g  | Bloc g  | Bloc g  | Bloc g  | Bloc g  | Bloc g  | Bloc g  | Bloc g  | Bloc g  | Bloc g  | Bloc g  | Bloc f  | Bloc f  | Bloc f  | Bloc f  | Bloc f  | Bloc f  | Bloc f  | Bloc f  | Bloc f  | Bloc f  | Bloc f  | Bloc f  | Bloc f  | Bloc f  | Bloc d  | Bloc d  | Bloc d  | Bloc d  | Bloc d  | Bloc d  | Bloc d  | Bloc d  | Bloc d  | Bloc d  | Bloc p  | Bloc p  | Bloc p  | Bloc p  | Bloc p  | Bloc p  |
| ------- | ------- | ------- | ------- | ------- | ------- | ------- | ------- | ------- | ------- | ------- | ------- | ------- | ------- | ------- | ------- | ------- | ------- | ------- | ------- | ------- | ------- | ------- | ------- | ------- | ------- | ------- | ------- | ------- | ------- | ------- | ------- | ------- | ------- | ------- | ------- | ------- | ------- | ------- | ------- | ------- | ------- | ------- | ------- | ------- | ------- | ------- | ------- | ------- | ------- |
| 119 Uue | 120 Ubn | 121 Ubu | 122 Ubb | 123 Ubt | 124 Ubq | 125 Ubp | 126 Ubh | 127 Ubs | 128 Ubo | 129 Ube | 130 Utn | 131 Utu | 132 Utb | 133 Utt | 134 Utq | 135 Utp | 136 Uth | 137 Uts | 138 Uto | 139 Ute | 140 Uqn | 141 Uqu | 142 Uqb | 143 Uqt | 144 Uqq | 145 Uqp | 146 Uqh | 147 Uqs | 148 Uqo | 149 Uqe | 150 Upn | 151 Upu | 152 Upb | 153 Upt | 154 Upq | 155 Upp | 156 Uph | 157 Ups | 158 Upo | 159 Upe | 160 Uhn | 161 Uhu | 162 Uhb | 163 Uht | 164 Uhq | 165 Uhp | 166 Uhh | 167 Uhs | 168 Uho |

No obstant això, nombrosos treballs que tenen en compte els efectes relativistes que afecten els electrons d'àtoms molt grans han portat a la proposta de diferents models alternatius. Per tant, una variant proposada per Fricke et al. el 1971 identifica els 20 elements del bloc g i situa els elements 165 i 166 al 9è període i al bloc s, continuant amb l'element 167 al bloc p en aquest mateix període:
| Bloc s  | Bloc s  | Bloc g  | Bloc g  | Bloc g  | Bloc g  | Bloc g  | Bloc g  | Bloc g  | Bloc g  | Bloc g  | Bloc g  | Bloc g  | Bloc g  | Bloc g  | Bloc g  | Bloc g  | Bloc g  | Bloc g  | Bloc g  | Bloc g  | Bloc g  | Bloc f  | Bloc f  | Bloc f  | Bloc f  | Bloc f  | Bloc f  | Bloc f  | Bloc f  | Bloc f  | Bloc f  | Bloc f  | Bloc f  | Bloc f  | Bloc f  | Bloc d  | Bloc d  | Bloc d  | Bloc d  | Bloc d  | Bloc d  | Bloc d  | Bloc d  | Bloc d  | Bloc d  | Bloc p  | Bloc p  | Bloc p  | Bloc p  | Bloc p  | Bloc p  |
| ------- | ------- | ------- | ------- | ------- | ------- | ------- | ------- | ------- | ------- | ------- | ------- | ------- | ------- | ------- | ------- | ------- | ------- | ------- | ------- | ------- | ------- | ------- | ------- | ------- | ------- | ------- | ------- | ------- | ------- | ------- | ------- | ------- | ------- | ------- | ------- | ------- | ------- | ------- | ------- | ------- | ------- | ------- | ------- | ------- | ------- | ------- | ------- | ------- | ------- | ------- | ------- |
| 119 Uue | 120 Ubn | 121 Ubu | 122 Ubb | 123 Ubt | 124 Ubq | 125 Ubp | 126 Ubh | 127 Ubs | 128 Ubo | 129 Ube | 130 Utn | 131 Utu | 132 Utb | 133 Utt | 134 Utq | 135 Utp | 136 Uth | 137 Uts | 138 Uto | 139 Ute | 140 Uqn | 141 Uqu | 142 Uqb | 143 Uqt | 144 Uqq | 145 Uqp | 146 Uqh | 147 Uqs | 148 Uqo | 149 Uqe | 150 Upn | 151 Upu | 152 Upb | 153 Upt | 154 Upq | 155 Upp | 156 Uph | 157 Ups | 158 Upo | 159 Upe | 160 Uhn | 161 Uhu | 162 Uhb | 163 Uht | 164 Uhq |         |         |         |         |         |         |
| 165 Uhp | 166 Uhh |         |         |         |         |         |         |         |         |         |         |         |         |         |         |         |         |         |         |         |         |         |         |         |         |         |         |         |         |         |         |         |         |         |         |         |         |         |         |         |         |         |         |         |         | 167 Uhs | 168 Uho | 169 Uhe | 170 Usn | 171 Usu | 172 Usb |

Pekka Pyykkö va refinar aquesta proposta el 2011, distribuint els 172 elements de manera no periòdica. : Els elements 139 i 140 es col·loquen així entre els elements 164 i 169 al bloc p i no al bloc g, mentre que els elements 165 a 168 es col·loquen el 9 període en blocs s i p.
| Bloc s  | Bloc s  | Bloc g  | Bloc g  | Bloc g  | Bloc g  | Bloc g  | Bloc g  | Bloc g  | Bloc g  | Bloc g  | Bloc g  | Bloc g  | Bloc g  | Bloc g  | Bloc g  | Bloc g  | Bloc g  | Bloc g  | Bloc g  | Bloc f  | Bloc f  | Bloc f  | Bloc f  | Bloc f  | Bloc f  | Bloc f  | Bloc f  | Bloc f  | Bloc f  | Bloc f  | Bloc f  | Bloc f  | Bloc f  | Bloc d  | Bloc d  | Bloc d  | Bloc d  | Bloc d  | Bloc d  | Bloc d  | Bloc d  | Bloc d  | Bloc d  | Bloc p  | Bloc p  | Bloc p  | Bloc p  | Bloc p  | Bloc p  |
| ------- | ------- | ------- | ------- | ------- | ------- | ------- | ------- | ------- | ------- | ------- | ------- | ------- | ------- | ------- | ------- | ------- | ------- | ------- | ------- | ------- | ------- | ------- | ------- | ------- | ------- | ------- | ------- | ------- | ------- | ------- | ------- | ------- | ------- | ------- | ------- | ------- | ------- | ------- | ------- | ------- | ------- | ------- | ------- | ------- | ------- | ------- | ------- | ------- | ------- |
| 119 Uue | 120 Ubn | 121 Ubu | 122 Ubb | 123 Ubt | 124 Ubq | 125 Ubp | 126 Ubh | 127 Ubs | 128 Ubo | 129 Ube | 130 Utn | 131 Utu | 132 Utb | 133 Utt | 134 Utq | 135 Utp | 136 Uth | 137 Uts | 138 Uto | 141 Uqu | 142 Uqb | 143 Uqt | 144 Uqq | 145 Uqp | 146 Uqh | 147 Uqs | 148 Uqo | 149 Uqe | 150 Upn | 151 Upu | 152 Upb | 153 Upt | 154 Upq | 155 Upp | 156 Uph | 157 Ups | 158 Upo | 159 Upe | 160 Uhn | 161 Uhu | 162 Uhb | 163 Uht | 164 Uhq | 139 Ute | 140 Uqn | 169 Uhe | 170 Usn | 171 Usu | 172 Usb |
| 165 Uhp | 166 Uhh |         |         |         |         |         |         |         |         |         |         |         |         |         |         |         |         |         |         |         |         |         |         |         |         |         |         |         |         |         |         |         |         |         |         |         |         |         |         |         |         |         |         | 167 Uhs | 168 Uho |         |         |         |         |